# (2065) Spicer
(2065) Spicer (1959 RN) – planetoida z pasa głównego asteroid okrążająca Słońce w ciągu 4,44 lat w średniej odległości 2,7 au. Odkryta 9 września 1959 roku.